# Andrée Basilières
Pour les articles homonymes, voir Basilières.
Andrée Basilières est une comédienne canadienne née à Montréal le 14 avril 1915 et est morte dans la même ville le 10 mai 2007 à l'âge de 92 ans. 

## Biographie
Comme comédienne, elle a débuté dans L'Aiglon d'Edmond Rostand en 1940. Elle a joué dans de nombreux téléromans dont 14, rue de Galais, Je me souviens, Monsieur Gallet, décédé, Le Quatrième Âge, Moi et l'autre. Mais c'est le téléroman Les Belles Histoires des pays d'en haut qui l'a rendue célèbre avec le rôle d'Angélique.
Elle a fait une dernière apparition publique à l'émission Viens voir les comédiens, Spéciale Belles Histoires des pays d'en haut en décembre 2006.

## Filmographie

### Télévision
- 1954 - 1957 : 14, rue de Galais (série télévisée) : Mme Jeneau
- 1955 - 1956 : Je me souviens (série télévisée) : Dame de la cour
- 1956 : Quatuor : Monsieur Gallet, décédé : Rôle inconnu
- 1956 - 1970 : Les Belles Histoires des pays d'en haut : Angélique Pothier
- 1966 - 1971 : Moi et l'autre (série télévisée) : Mme Létourneau
- 1974 - 1976 : La Petite Patrie (série télévisée) : Andréa Laurier
- 1976 - 1977 : Chère Isabelle (série télévisée) : Rôle inconnu